# Pedagogia

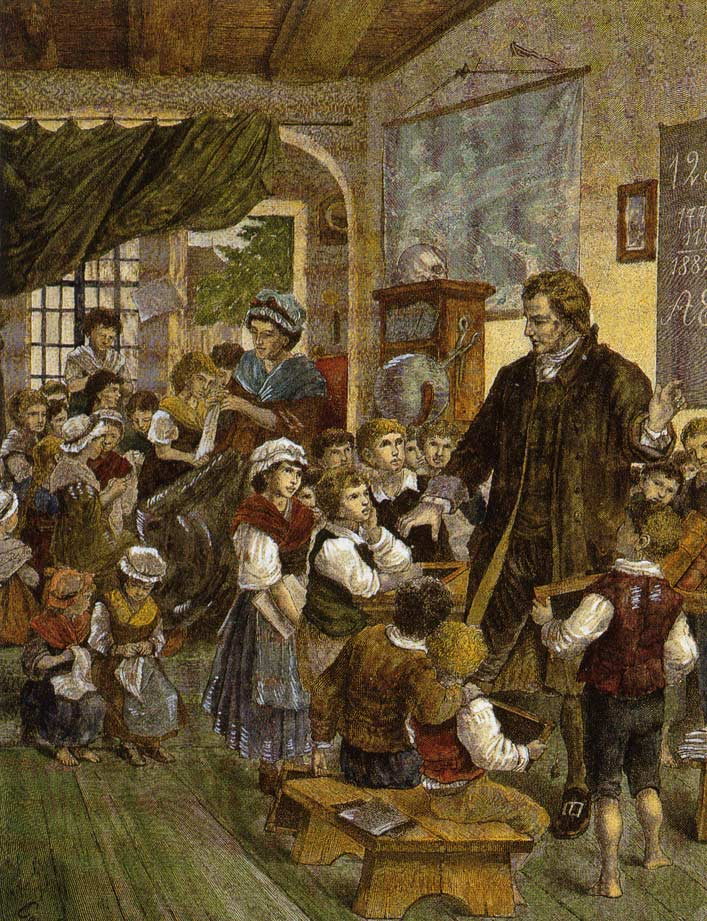
Johann Pestalozzi con i suoi allievi, incisione su legno del 1882

La pedagogia è la scienza umana e scienza sociale che studia l'educazione e la formazione dell'essere umano nella sua interezza, ovvero lungo il suo intero ciclo di vita (lifelong learning). Si occupa dei diversi approcci educativi che coinvolgono l'uomo e la donna nei diversi momenti e situazioni dello sviluppo; non solo quindi l'età infantile, ma tipicamente anche l'adolescenza, l'età adulta, la vecchiaia (o terza età), la condizione di disabilità e i bisogni educativi speciali. 
La pedagogia, come scienza, si avvale anche di ampie conoscenze più o meno basiche nelle varie branche di psicologia, medicina, sociologia, antropologia, educazione, diritto e filosofia. Insieme alle altre scienze umane, la pedagogia si rivolge, dunque, ai contesti formali, non-formali e informali, nei quali si ambienta il processo di formazione completo della persona.

## Etimologia e storia

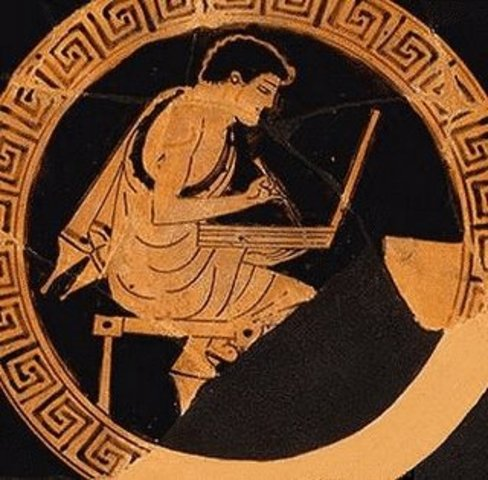
Figura rossa su un vaso attico che illustra uno studente intento a scrivere (Orvieto, 480 a.C.)

Il termine pedagogia deriva dal greco παιδαγογία (paidagogía «condurre o accompagnare i bambini»), composto da παῖς (pâis: "bambino") e ἄγω (ago: «guidare, condurre, accompagnare»). Dal primo veniva coniata l'espressione paideia, che denotava il sistema di formazione nell'antica Atene, dal secondo agoghé, in vigore a Sparta.
Nell'età Repubblicana Romana, lo scopo educativo era quello di formare il mos maiorum (costumi degli antenati), riferiti alla stirpe ma anche a quelli della propria famiglia.  Principio fondamentale del mos maiorum era l’assoluta preminenza dello stato sul singolo cittadino, che al primo posto doveva porre sempre la ricerca non del proprio interesse personale, ma quello della comunità: nell’ottica del mos maiorum l’eroe si qualificava non perché possedeva qualità individuali straordinarie (forza, coraggio ecc.), ma perché, con le sue doti, dava un contributo straordinario alla difesa dello Stato, al benessere dei cittadini, al prestigio di Roma.
I princìpi del mos maiorum erano:
1) la pietas (= il rispetto che si aveva per la patria e per tutti gli Dei);
2) la constantia (= la fermezza d’animo);
3) la gravitas (= la dignità).
Poiché la famiglia era importante per il popolo Romano, la prima scuola del bambino era la casa e la sua prima educatrice era la madre. Il ruolo della famiglia diventò sempre più rilevante; al vertice vi era il "Pater familias" (il padre), colui che era responsabile dei beni e delle ricchezze ed era a capo della famiglia.
Le donne Plebee erano sottomesse prima al padre, poi al marito; avevano il compito di accudire figli e la casa.
Le donne Patrizie, chiamate anche Matrone, pur non potendo accedere alle cariche pubbliche godevano di un certo rispetto; erano educate fin da bambine a divenire madri e buone spose.
 
I bambini dei patrizi erano seguiti da uno schiavo greco, il "paedagogus", che aveva il compito di insegnare la lingua greca. Nelle famiglie ricche i bambini iniziavano gli studi all'età di 7 anni; le scuole erano pubbliche, ma a pagamento. Le bambine andavano a scuola fino agli 11 anni, poi rimanevano a casa con la madre che le istruiva nei lavori domestici e appena possibile venivano fatte lavorare.

Nelle famiglie più povere era il capofamiglia stesso che insegnava ai figli a leggere e scrivere. I bambini maschi dopo esser passati sotto la tutela del padre, lo continuavano a seguire anche dopo nella "Villa" che era una proprietà agricola, nel Foro (centro degli affari e della vita pubblica), nella Curia, nel quale si riuniva il Senato e nel Campo Marzio, dove si veniva istruiti nell'utilizzo delle armi; tutto ciò permetteva al figlio di apprendere compiti civili e militari della Repubblica Romana. Il figlio durante l'intero periodo di studi attraversa diversi momenti; in particolare, nel Foro, i padri conducevano i figli davanti alle Dodici tavole fondamentali della città, che dovevano essere imparate a memoria. Tra i 15 e i 17 anni, nel corso di una cerimonia, il ragazzo si spogliava della toga praetexta, tipica della puerizia, e assumeva la toga libera o “virile”. Seguiva un anno di tirocinium fori (ovvero il tirocinio della vita pubblica) e uno di obblighi militari, dopodiché, il ragazzo era pronto per iniziare la carriera politica.
Nella Grecia antica il pedagogo era uno schiavo che accompagnava il bambino durante il tragitto tra la casa e la scuola. Dopo che i Romani ebbero conquistato la Grecia, venne chiamato paedagogus lo schiavo greco che, oltre ad accompagnare i bambini, insegnava loro la lingua greca. Col tempo il significato di paedagogus divenne quello di insegnante, indipendentemente dallo stato sociale, e in età imperiale paedagogum era chiamata la scuola dei paggi di corte.
Successivamente in epoca medioevale il pedagogo era il servo del re che si occupava dell'istruzione dei giovani principi e cortigiani, e che limitava l'aspetto educativo alla trasmissione di contenuti primari come "leggere e scrivere". In seguito il termine pedagogo ha assunto il significato di precettore e attualmente è a volte utilizzato in termini dispregiativi o ironici.
Da pedagogia deriva invece il termine pedagogista, lo studioso di pedagogia. Il moderno pedagogista si occupa dello sviluppo globale della persona per l'intero arco della sua vita.

## Descrizione
La scienza si occupa anche dell'educazione scolastica e dell'apprendimento dei soggetti, ma non è questo il suo unico fine euristico. Il fine euristico della pedagogia è l'Uomo che si relaziona con l'altro da sé (educazione) e che si relaziona con se stesso (formazione). Il Pedagogista studia l'umano e ciò che riguarda l'Uomo e la sua esistenza. Nell'ambito della pedagogia italiana il pedagogista Riccardo Massa ha proposto di usare il termine formazione per indicare sia l'educazione (ovvero il processo di formazione globale della personalità) sia l'istruzione (ovvero il processo di trasmissione da parte di un individuo e di acquisizione di competenze e di conoscenze da parte dell'individuo che viene istruito).
L'educazione (secondo i modelli teorici elaborati dai pedagogisti) ha quattro coordinate:
- Il sapere (le conoscenze).
- Il saper fare (le competenze pratiche o abilità).
- Il saper essere (modo in cui un individuo mette in campo il saper fare e il saper essere).
- Il saper divenire (modo in cui un individuo mette in campo tutte le risorse per attuare una continua proattiva trasformazione).

Lo studio della pedagogia è stato recentemente rivalutato dalle più alte istituzioni educative italiane, le quali, nel 2010, hanno creato un liceo (il liceo delle scienze umane) che ha come materie base la psicologia, la sociologia, l'antropologia, la metodologia della ricerca ed appunto la pedagogia riunite in uno studio di un'unica materia chiamata Scienze umane. È molto importante precisare come la Pedagogia sia una scienza influenzata dalle più alte espressioni culturali che si sono succedute nel corso dei secoli, come la Filosofia (dalla quale le Scienze dell'educazione traggono moltissimi concetti base), e la Storia.

### Oggetto della disciplina
Le istituzioni dell'educazione formale devono tener conto dei principi della pedagogia nella stesura del progetto educativo. Secondo alcuni autori la pedagogia è scienza in quanto costituita da un organico sistema di saperi. Il destinatario dei prodotti teorici e pratici della pedagogia è l'uomo, che è il soggetto agente e, nel contempo, anche l'oggetto primario delle pratiche educative. Egli è il destinatario di questa scienza e, pertanto, il fine di tutta la ricerca pedagogica.
Il suo fine ultimo, secondo Pellerey non è quello di creare teorie generali dell'educazione (a quello servirebbero, in questa interpretazione, le altre scienze dell'educazione e della formazione), ma di costituire modelli di intervento educativo spendibili nella pratica educativa immediata.
Per fare questo la pedagogia rivisita e rielabora modelli di intervento già proposti e/o attuati, ed esamina e valuta risorse, strumenti e contesti già disponibili per progettare e attuare un intervento educativo; fatto ciò, la pedagogia - secondo Pellerey - organizza strategicamente le sue conoscenze per individuare un possibile percorso educativo da realizzare ed elabora un progetto che sta alla base dell'intervento educativo da attuare.
Alcuni autori, a tal proposito, precisano che lo scopo della pedagogia non starebbe nella formulazione teorica, ma nella risoluzione di problemi pratici dell'esperienza educativa. È grazie alla progettazione che la pedagogia può formulare le basi di un intervento educativo riferito però a uno specifico contesto: non si può creare un progetto educativo unico per tutto e tutti, ma la pedagogia si fa carico dell'analisi di ogni situazione problematica presentata progettandone una possibile risoluzione.

### Aree di articolazione della pedagogia
La scienza pedagogica, a partire dalla base comune della Pedagogia generale, si specializza in varie articolazioni:
(espresse in ordine alfabetico)
- Bioeducazione: si occupa della relazione geni-ambiente e di come, dal rapporto di queste due dimensioni, si determina la genesi di reti sinaptiche frutto di apprendimento, partendo dalle possibilità offerte dalla plasticità cerebrale.
- Docimologia: stabilisce i criteri della corretta valutazione in ambito scolastico, promuovendo una cultura dell'imparzialità di giudizio tra gli insegnanti.
- Neuropedagogia: si occupa della relazione dialettica fra il biologico e il sociale, ossia della relazione dialettica che lega la Neurologia e la Pedagogia in ottica antropoevolutiva.
- Pedagogia comparativa: anche detta Educazione comparata, si occupa dell'analisi delle pratiche educative in rapporto ai sistemi educativi e formativi di altre nazioni e culture.
- Pedagogia degli adulti: anche detta Educazione degli adulti, o andragogia, si occupa dei problemi specifici degli adulti, come la rieducazione e formazione continua.
- Pedagogia dei contesti formali: opera per la scuola e i contesti educativi formalmente adibiti all'educazione e alla formazione.
- Pedagogia della comunicazione: studia i fenomeni comunicativi dal punto di vista educativo, descrivendone gli effetti sugli individui e sui gruppi sociali.
- Pedagogia della famiglia: si occupa dei problemi specifici dell'infanzia e della famiglia.
- Pedagogia della musica: si occupa del sapere trasformativo, educativo, narrativo e sociale della musica all'interno dei processi di strutturazione della cultura. La rappresentazione della musica come processo fruitivo e processo produttivo (esecutivo, compositivo, creativo) alla base delle dinamiche di apprendimento e di costruzione di sé.
- Pedagogia della politica: si occupa dell'educazione dell'uomo in quanto cittadino.
- Pedagogia dell'arte: forma di ricerca sull'educazione realizzata attraverso l'esperienza della creatività in un confronto interdisciplinare con la filosofia e l'estetica, ma anche con tutte le altre forme del sapere.
- Pedagogia dello sport: in quanto specializzazione della pedagogia generale, si occupa di studiare le questioni e i problemi delle attività motorie e sportive servendosi dei metodi propri della pedagogia come scienza. Promuove l’attività motoria e sportiva diffondendo valori educativi e, oltre a controllare che lo sviluppo della persona umana sia sostenuto dal corretto utilizzo delle conoscenze delle scienze dell’educazione e dello sport, individua i vizi e le virtù che caratterizzano la relazione tra sport e società.[8] Il primo autore che utilizzò il termine "pedagogia dello sport" fu Ommo Grupe, nel 1969, nella sua tesi di dottorando, anche se già nel 1922 de Coubertin utilizzò il termine "pedagogie sportive", dal titolo del suo libro, prendendo posizione, in quel periodo, nel dibattito che considerava l'educazione fisica come una disciplina non scientifica e più rivolta al versante tecnico-pratico. Grupe, così come altri pedagogisti, intendeva cambiare il concetto tradizionale di educazione fisica così come era stato inteso in passato, legato solo all'obbedienza e alla disciplina e legato alle pedagogie dei regimi totalitari, e voleva creare un nuovo modello culturale che dava importanza alle conoscenze, alla formazione di competenze specifiche nelle attività sportive, al piacere scaturito dal gioco e dal movimento. Il termine Pedagogia dello sport paragonato al termine Educazione fisica, che rimanda alla dimensione prettamente pratica del corpo, esprime due concetti aggiuntivi: considerare un doppio punto di vista che valorizza sia l'azione pratica educativa nello sport sia la riflessione teorica su di essa; l'abbandono delle pratiche e i concetti connessi all'educazione fisica del passato. Si configura, quindi, come una scienza educativa dell'azione motoria che si misura continuamente con l'eterogeneità dei problemi pedagogici.[9]
- Pedagogia ludica: studia gli aspetti pedagogici dei giochi, in particolare si occupa del ruolo che hanno i giochi nell'apprendimento delle capacità motorie e di orientamento.
- Pedagogia psicoanalitica: si tratta di un approccio alla pedagogia che si avvale in modo sostanziale delle conoscenze dei processi evolutivi e relazionali degli esseri umani offerte dalla teoria e dalla pratica della psicoanalisi.
- Pedagogia sociale: opera all'interno dei problemi sociali.
- Pedagogia speciale: si occupa sostanzialmente dell'educazione dei soggetti con bisogni educativi speciali, come le persone con disabilità, favorendo la loro inclusione scolastica e sociale lungo tutto l'arco di vita.
- Pedagogia sperimentale: si occupa della ricerca scientifica in pedagogia.
- Psicopedagogia: si occupa degli aspetti psicologici riferiti ai problemi pedagogici.
- Storia della pedagogia: analizza storicamente la condizione epistemologica della pedagogia e la incentra nel quadro scientifico generale.

### Alcuni modelli pedagogici
In pedagogia si potrebbero contrapporre due modelli pedagogici, uno basato sull'individuo (con riferimento a Immanuel Kant e Rousseau) e uno sulla società (con riferimento a Émile Durkheim).
I due modelli di pedagogia non possono essere giudicati in modo univoco, poiché in ognuno si possono trovare elementi positivi ed elementi negativi.
- La teoria kantiana è basata su una forte spinta positiva nei confronti dell'uomo: la fiducia nell'essere umano porta il pensatore a vederlo come artefice di un miglioramento della sfera sociale. L'educare il fanciullo evitandogli completamente ogni rapporto con la realtà lo porterà ad una formazione tale da riuscire a cambiare in meglio la società che lo ospita.
- Durkheim, al contrario, è restio ad educare in completa astrazione dalla realtà sociale, poiché ciò porterebbe ad una ritorsione dei costumi contro il soggetto, se questi non li rispettasse. Ogni società ha delle regole che, se non conosciute, vengono innocentemente ignorate, causando situazioni "illecite" che possono ritorcersi contro l'autore.

Jean-Jacques Rousseau, nell'Emilio o dell'educazione, tratta anch'esso di un'educazione del fanciullo fuori dalla società, avente molte analogie con la teoria kantiana. A ciò si può tuttavia controbattere che la completa astensione dalla società da parte del fanciullo, porta ad una non conoscenza diretta della società stessa. L'educatore può insegnare ad Emilio tutto ciò che riguarda i costumi, leggi e quant'altro, ma questo rimane solamente nella sfera teorica. La pratica è tutta un'altra cosa, che, senza una diretta esperienza di cosa voglia dire vivere immersi nella società, non può portare ad un successo.
Durkheim, a questo punto, giustamente parla di un'educazione interna alla società stessa. Dopo la Rivoluzione industriale, le caratteristiche della società hanno subito un enorme cambiamento e senza un rapporto diretto con esse non si potrebbe vivere in modo conforme a questi moderni usi o costumi.
Ciò in cui Durkheim è criticabile è nell'attribuire maggior peso all'educazione impartita dalla società in confronto a quella che possono dare gli insegnanti.
Immaginando astrattamente un figlio che vive totalmente immerso nella società (e quindi educato dalla società stessa) e privato della presenza dei genitori, che potrebbero avere il ruolo di insegnanti, egli non avrebbe le capacità per comprendere la società stessa e quindi non riuscirebbe a cogliere l'insegnamento che questa gli offre. Il rapporto che un educando ha con il proprio educatore non è paragonabile a quello che ha con la sfera civile in cui è immerso. È un rapporto stabile, protetto da possibili traumi che la società può causare, ma soprattutto è un rapporto diretto tra due persone, delle quali una, dall'alto della sua esperienza, dona all'altra conoscenze teoriche che le saranno utili nella vita pratica. Con la sfera sociale si ha un rapporto più violento e turbolento, che poco giova alla crescita interiore dell'educando. Inoltre, l'educazione imposta dalla società può avere molte strade ed è il fanciullo a dover scegliere quale intraprendere, avendo il 50% di possibilità di percorrerne una sbagliata. Cosa che non può accadere nel rapporto personale con l'insegnante, poiché è l'educatore stesso che indica all'educando la strada da prendere.
Esiste anche un piano orientativo teoretico-morale che articola la teoria pedagogica in due direzioni:
- La prospettica fenomenologica husserliana: vede l'educando nel "qui e ora" calato nel suo contesto di vita, e considera l'agire educativo in senso ecologico, esaminando i vari fattori che modificano lo sviluppo generale dell'educando, dando poco peso agli eventi pregressi che hanno segnato la sua vita tendendo a portare l'educando ad un rinnovamento della sua personalità e del suo agire rispetto ai modelli passati.
- La prospettiva personalista di Emmanuel Mounier: vede l'educando nella sua interezza di persona, assumendo come fondamentale il suo percorso di vita indipendentemente dal contesto, e prendendo come oggetto della riflessione pedagogica la sfera etica del comportamento unitamente alla dimensione biografica del suo pensiero.

### Rapporto tra pedagogia e psicologia
Tra la fine del XIX secolo e l'inizio del XX secolo si realizzò uno stretto legame tra la psicologia e la pedagogia, precedentemente vista solo come una branca della filosofia. Wilhelm Wundt, considerato il fondatore della Psicologia Sperimentale, fu il primo a studiare l'apprendimento attraverso i sensi. Ivan Pavlov dimostrò che l'apprendimento si può legare a stimoli secondari.
Johann Friedrich Herbart fu uno degli ultimi pensatori ad assimilare la pedagogia alla filosofia e ai suoi valori, cercando una mediazione con la ricerca psicologica che stava allora muovendo i primi passi e proponendo queste due componenti per costruire una scienza dell'educazione. I suoi filosofi di riferimento erano Johann Heinrich Pestalozzi, per quanto riguarda la percezione sensibile e Kant per la sua morale.
Stanley Hall si avvicinò al lavoro di Wilhelm Wundt e agli herbartiani per poi dedicarsi al lavoro Adolescenza, una rivoluzione nel campo dell'educazione in quanto propose per la prima volta la ricerca pedagogica. Hall studiò i disegni dei bambini, le loro anamnesi e formulò delle teorie tuttora ritenute interessanti.
Simon e Binet furono i primi a superare l'idea per cui l'intelligenza di un bambino fosse misurabile in base alla grandezza del cranio e progettarono una scala e un questionario per misurarne le capacità.
Seguin e Itard si occuparono di disabili, il primo associò l'immagine dell'educatore a quella del medico, in quanto si doveva occupare di trasmettere le prassi necessarie all'igiene, il mantenimento del corpo attraverso l'attività motoria e l'educazione dei disabili.

### Rapporto tra pedagogia e filosofia
Il rapporto tra pedagogia e filosofia è alquanto complesso e contraddittorio, apre un dibattito che dal positivismo indaga sulla natura incerta della pedagogia che sia scienza o che sia una parte della filosofia metafisica.
Oggi sappiamo che lo scopo principale della pedagogia è l'educazione dell'uomo, in qualunque età, nella sua complessità ossia nella preservazione dell'integrità della personalità dell'individuo, incentivando i suoi talenti e colmando le sue lacune. Si può definire educare anche il preservare e mantenere la "natura" della persona partendo dall'infanzia.
Questa definizione intrinseca della pedagogia nasce dalla pedagogia moderna ma proviene dalla pedagogia "antica" se non addirittura dalle pedagogie arcaiche. Già gli uomini primitivi, per esempio, si preoccupavano di come educare le nuove generazioni.
Il problema è: "Cosa si intende per natura umana?". Alcuni la definiscono "costituzione psichica" attribuendo ad essa un carattere puramente scientifico anatomico e biologico, altri la definiscono "essenza spirituale" attribuendole invece una connotazione filosofica e spirituale legata all'etica e alla metafisica. Da questo dualismo nasce l'idea, da pochi condivisa, che non esista una sola pedagogia ma più pedagogie.
Nell'antica Grecia non esisteva la pedagogia come vera e propria disciplina autentica, era essenzialmente un ramo importante della filosofia, difatti si possono definire come i più grandi pedagoghi della pedagogia "antica" Socrate, Platone e Aristotele. Oltre che essere degli straordinari filosofi queste tre grandi personalità hanno dato vita alla pedagogia così come noi la intendiamo oggi. Socrate con la sua maieutica e la celebre frase "Conosci te stesso", Platone negli scritti di Socrate e soprattutto nella Repubblica ha ideologizzato un'educazione perfetta nel pieno rispetto della natura dell'individuo, Aristotele con la sua logica e soprattutto con il Liceo. Nell'antica Roma molti uomini intellettuali hanno dato contributo importante alla pedagogia: Cicerone, Seneca, Quintiliano, Agostino. Anche Epicuro con il suo Tetrafarmaco ha condotto una linea pedagogica nel suo pensiero filosofico.
Da questo si desume che l'origine pedagogica è chiaramente filosofica, tanto che la parola pedagogia viene dal greco antico, ma la pedagogia è pura filosofia oppure è a tutti gli effetti una scienza? Se queste grandi personalità intellettuali erano principalmente filosofi, si può identificare la pedagogia come etica in un'indagine filosofica? Certo si possono ipotizzare pratiche educative solo a livello teorico senza mai metterle in pratica come effettivamente fecero questi filosofi e come fece Rousseau nel suo Emilio, ribadendo egli stesso varie volte di non aver mai effettivamente educato un bambino ma anche di non essere un vero e proprio filosofo.
Indagare filosoficamente sull'educazione può definirsi un'opera pedagogica? Certamente no. Teorie e propositi educativi non sono sufficienti per definirsi educatori o pedagogisti, bisogna che le teorie pedagogiche trovino un riscontro nella realtà sociale.
Ed ecco che con il positivismo nasce una vera e propria scienza pedagogica sull'educazione. La pedagogia viene messa in pratica e analizzata scientificamente da personalità come Piaget, Vygotskij, Bruner, James, Montessori, Decroly e Dewey. Ma questi "pedagogisti " nascono da correnti filosofiche come il pragmatismo, il comportamentismo, il positivismo, ecc... perciò di nuovo si presenta il problema della filosofia come fonte originaria della pedagogia che nell'epoca moderna usa il metodo scientifico e trova riscontro nella realtà sociale e culturale. Persino la psicoanalisi, nella sua considerazione del rapporto tra madre e figlio, ipotizza alcune idee pedagogiche. Anche i filosofi moderni, come Hegel, Marx, Gramsci (da notare in modo particolare nelle Lettere dal carcere) e Gentile hanno contribuito a formare idee sul pensiero pedagogico. Un particolare importante nella riforma Gentile è che negli istituti magistrali si uniscono, come unica materia, pedagogia e filosofia. Probabilmente Gentile voleva farci capire che un buon maestro è soprattutto filosofo.
Esistono tantissimi esempi di come la relazione tra pedagogia e filosofia sia sempre stata incerta, alcuni studiosi parlano di "filosofia dell'educazione", anche se nel dizionario la pedagogia viene definita come "scienza dell'educazione".
Certo la pedagogia può seguire un certo ordine, prima con la riflessione filosofica quindi la teorizzazione delle idee educative e poi con l'aspetto pratico della filosofia in cui viene effettivamente realizzata e sperimentata sulle persone ( in particolare sui bambini), riscontrando così il successo o l'insuccesso di una teoria pedagogica.
Se questa sequenza di azioni è esatta c'è da chiedersi se le scienze abbiano o meno un'origine filosofica? Ma questa domanda non è pertinente al discorso.
In conclusione si può dire che la pedagogia è a tutti gli effetti una scienza che utilizza il metodo scientifico basato sull'osservazione, la raccolta dei dati, la formulazione di ipotesi, l'esperimento pratico sui soggetti e infine la conclusione e la formulazione di una teoria ma fondamentalmente non dobbiamo mai dimenticare l'origine filosofica di questa "strana" scienza umana.

## Operatività della pedagogia
Molti possono essere i fattori che compongono un problema pedagogico: le difficoltà delle relazioni genitori-figli, gli svantaggi socio-culturali, l'inserimento delle persone diversamente abili, il reinserimento dei detenuti, la riabilitazione dei tossicodipendenti, sono tutti fattori che possono essere oggetto di specifici interventi educativi oppure possono far parte di un insieme di elementi problematici rilevanti per l'agire pedagogico.
Educare significa "nutrire" (far crescere); educere significa "tirare fuori" (far uscire). Il potenziale umano, quindi rende l’uomo da soggetto immaturo a maturo: significa cioè valorizzare quanto di meglio ci sia potenzialmente in un uomo affinché sia tale. L'educazione consiste in un rapporto tra due persone: un educatore e un educando. L'educatore deve adeguarsi (e di conseguenza adeguare l'intervento educativo) al livello dell'educando, comprendendo i suoi bisogni e incentivando le sue competenze, spesso effettuando una diagnosi.

### Metodo preventivo
Giovanni Bosco diffuse il metodo preventivo in un’epoca in cui era sempre più diffuso il metodo repressivo. Questi due sono in netta contrapposizione: il primo cerca di educare attraverso l’amore e la limitazione dei castighi; nel secondo invece ci si serve proprio di pene e castighi per ottenere rispetto dagli alunni e per educarli.
Il sistema preventivo cerca di educare il ragazzo con la dolcezza aiutandolo a rispettare la legge. Molle di questo sistema sono la religione e la ragione: la religione dà all’educando una metà suprema e un criterio per valutare tutti gli atti della vita; la ragione permette all’educatore di guidare gli educandi a risolvere i problemi quotidiani alla luce dei principi di vita ai quali hanno aderito.
Ulteriore elemento fondamentale per questo sistema è l’amore, identificato come carità cristiana che considera l’educando come fine.
Il contributo di don Giovanni Bosco è stato fondamentale nella diffusione del metodo preventivo perché egli, attraverso gli oratori e le attività organizzate per i ragazzi, ha facilitato il loro passaggio dalla strada alla vita sana e moralmente retta.
Uno dei problemi identificati da don Bosco è quello relativo alla sorveglianza come oppressione dell’alunno. Questa questione risulta vera nel sistema repressivo ma non è così se si tratta del sistema preventivo: la sorveglianza in questo caso è amorevole, paterna, fa sentire gli allievi stimati dai superiori.
Altra questione fondamentale per Giovanni Bosco è quella dei castighi: nel sistema preventivo si punta a prevenirli ma, ove necessari, bisogna rispettare alcune norme. Queste sono principalmente orientate verso l’assenza di percosse, la lontananza dal desiderio di far soffrire e la volontà di lasciare al colpevole la speranza di essere perdonato. 

### Il Pedagogista
Lo studioso e lo specialista di processi educativi e formativi e dell'apprendimento (ricerca e applicazione) è definito pedagogista. Il pedagogista è un professionista di livello apicale 7 livello EQF o QEQ che corrisponde all'art.47 CCNL cooperative sociali area categoria E  livello E2. 
Il pedagogista ha una Laurea di 4 anni in pedagogia o di 4 anni in scienze dell'educazione  o laurea specialistica 3+2=5 anni LS 56, LS 65, LS 87  o nuovo ordinamento in una delle seguenti Lauree  Magistrali (3+2=5 anni) LM 50, LM 57, LM 85, LM 93, abilitante all'esercizio della professione di pedagogista  con 30 cfu di Tirocinio e prova del tirocinio pre laurea magistrale davanti ad un componente dell'Ordine dei Pedagogisti e degli educatori professionali sociopedagogici e successiva iscrizione all'Albo Pubblico dei Pedagogisti, dell'Ordine dei Pedagogisti e degli educatori professionali sociopedagogici. L. 55/24 art 1 e 2  e L.163/21 art 1 co. 1 bis e co. 2. Il Pedagogista opera, con autonomia scientifica e responsabilità deontologica nei contesti formali e informali  e non formali con persone per tutto il ciclo di vita e di coppie, famiglie, comunità svolgendo funzioni di consulenza pedagogica, coordinamento,  direzione,  gestione, programmazione, progettazione, valutazione, monitoraggio insieme all'educatore professionale socio-pedagogico che invece opera direttamente con l'utente. Entrambe le figure operano nei servizi e nei presidi socio-educativi e socio-assistenziali,  prioritariamente nei seguenti ambiti: educativo e formativo; scolastico; socio-assistenziale,  della genitorialità e della famiglia; culturale; giudiziario; ambientale; sportivo e motorio; dell'integrazione e della cooperazione.

## Critiche
Don Lorenzo Milani e la sua scuola di Barbiana denunciavano con la "Lettera ad una professoressa" (maggio 1967) il sistema scolastico ed il metodo didattico italiano, che favoriva l'istruzione delle classi più ricche (i cosiddetti "Pierini") e penalizzava le fasce più povere della popolazione, spesso condannandole all'analfabetismo.
Un approccio particolarmente critico con le istituzioni educative è quello di Ivan Illich, esposto nel suo Descolarizzare la società, del 1971, in cui sostiene, tra l'altro che Alle situazioni di svantaggio nell'apprendimento non si può rimediare affidandosi all'istruzione impartita nell'ambito della scuola.
Ancora più caustico è Raoul Vaneigem con il suo Avviso agli studenti del 1995.
Nel 1894 il pediatra newyorchese Emmett Holt pubblicò con enorme successo il libro "La cura e l'alimentazione dei bambini", dove consigliava di eliminare l'uso delle culle, di non prendere in braccio i bambini quando piangevano, di nutrirli ad orari fissi e di non abituarli alle carezze, finché si appurò dopo qualche decennio che era proprio la carenza di contatti fisici che causava negli orfanotrofi americani la mortalità dei bambini sotto l'anno per quasi il 100%.